# Liberalisme econòmic

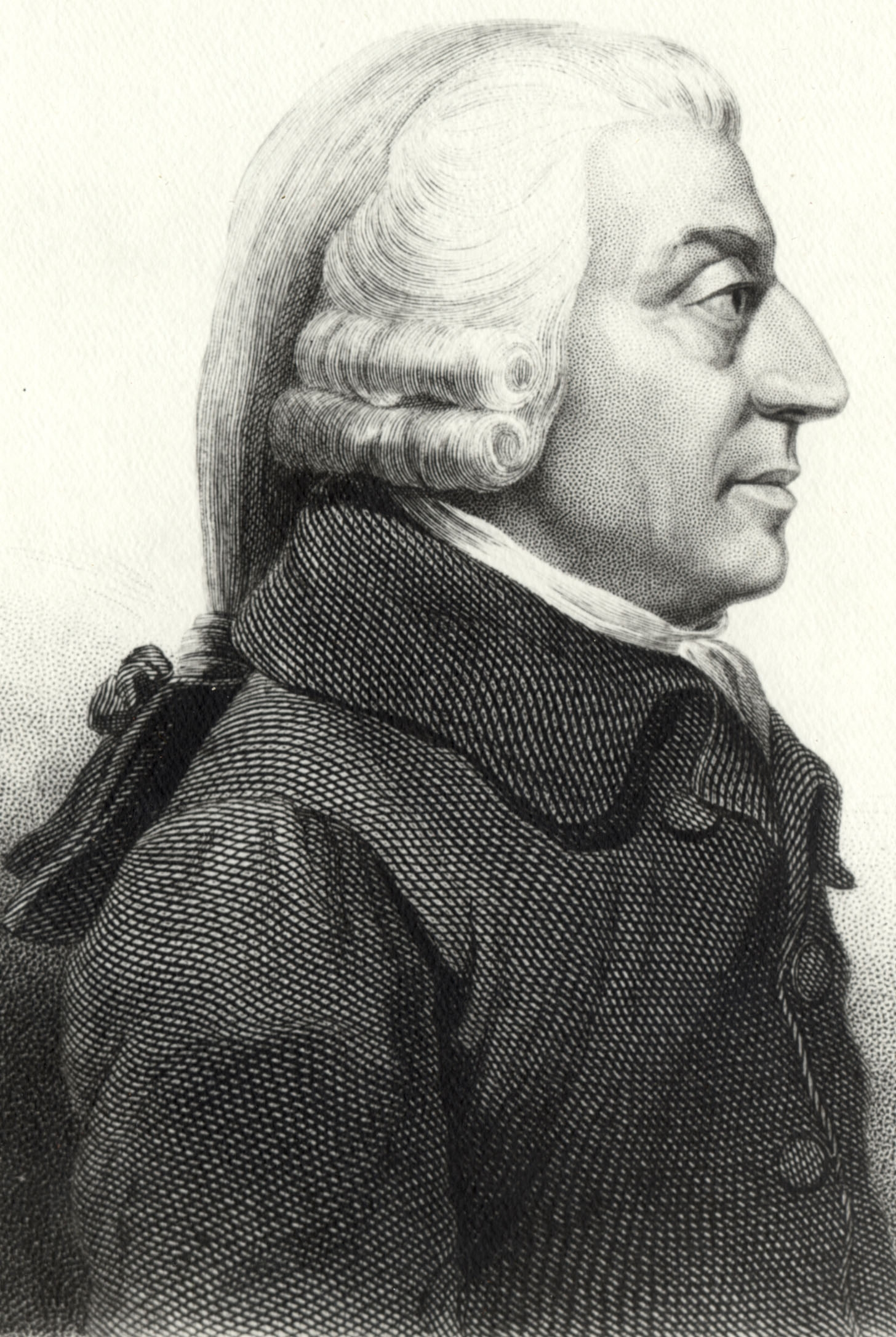
Retrat d'Adam Smith

El liberalisme econòmic és una teoria política i d'economia desenvolupada a l'època de la Il·lustració (segle xviii) i formulada per Adam Smith segons la qual l'economia s'autorregula sense cap intervenció per part de l'Estat i que reclama, doncs, que aquesta sigui mínima o si pot ser nul·la. Segons aquesta idea, la llibertat econòmica conduiria a una societat més harmoniosa i igualitària, juntament amb un augment progressiu i indefinit de la prosperitat. Es produiria un ordre espontani generat per la mà invisible que condueix que els individus segueixin el seu egoisme personal i que ordenaria, per exemple, els preus justs de cada servei o producte, així com els salaris i la societat en general.
El liberalisme econòmic es basa en la propietat privada i el contracte individual. Les primeres teories liberals es basaven en la presumpció que les accions econòmiques dels individus són sobretot basades en el mateix interès, i que permetre'ls actuar sense restricció comportaria una mena de selecció natural que portaria als resultats òptims.
És el model econòmic que tenen els partits polítics de dretes, mentre que els d'esquerres, que ho consideren "la llei de la selva" prefereixen la participació de l'Estat per a garantir certes necessitats bàsiques per a tothom i per a protegir els febles enfront dels més forts. Aquesta diferència en la manera de tractar l'economia d'un poble, que pot tenir moltes posicions intermèdies, més moderades o radicals, a una banda o l'altra, és en principi una de les diferències fonamentals en què es basen la majoria de partits polítics de les democràcies actuals. També els Estats decideixen en general una política més o menys liberal, així, en països més liberals econòmicament parlant, com el Regne Unit o els Estats Units, es paguen pocs impostos, però hi ha moltes desigualtats socials, mentre que en d'altres menys liberals, com Alemanya o França, se'n paguen més però tothom té dret a l'educació, la sanitat, la jubilació, etc.